# XLogical
XLogical es un videojuego de código libre basado en el videojuego Logical!, de la compañía Rainbow Arts, en el computador Commodore Amiga. Se programó usando la biblioteca SDL y es compatible con sistemas operativos GNU/Linux y Windows. Sus autores, disfrutaron tanto con la plataforma Amiga, que decidieron escribir una versión del juego en homenaje.

## Objetivo
El objetivo consiste en mover las aspas con el ratón a modo de que las pelotas entren en sus cavidades. Haciendo clic derecho sobre un aspa, la gira en el sentido del reloj y permite mover las pelotas. Haciendo clic izquierdo sobre el aspa, lanza la pelota hacia el siguiente cajón disponible por encima de una pista. Cuando se consigue tener cuatro pelotas del mismo color en una de las aspas, ésta se apaga y al apagarlas todas, finaliza el nivel. La dificultad aumenta al progresar el juego con nuevos giros y niveles como baldosas teleportadoras y otros obstáculos. 